# Tydfil
Santa Tydfil (ou Tudful), filha de Brychan, foi esposa do pagão Merthyr Tydfil em Glamorganshire (condado de Glamorganshire - País de Gales, Reino Unido), por volta do ano de 480, mas visitava seu velho pai sempre que podia.
Ela é padroeira não somente da Igreja de Merthyr Tydfil mas também de Llysronydd (atual Lisworney) e de Port Talbot nas vizinhanças de Glamorganshire, todas cidades do País de Gales.
Sua festa é celebrada em 23 de agosto. 